# 因肯·威内费尔德
因肯·威内费尔德（德語：Inken Wienefeld，1992年2月24日—），德國女子羽毛球運動員。

## 簡歷
2012年5月，因肯·威内费尔德出戰斯洛文尼亞羽毛球國際賽，與伊莎贝尔·赫特里克合作赢得女子雙打比賽冠軍。

## 主要比賽成績
只列出曾進入準決賽的國際賽事成績：
| 年份   | 賽事                   | 公開賽級別 | 項目     | 拍檔                | 成績   |
| ------ | ---------------------- | ---------- | -------- | ------------------- | ------ |
| 2009年 | 歐洲青年羽毛球錦標賽   | 其他       | 混合團體 | －                  | 季軍   |
| 2009年 | 西班牙羽毛球公開賽     | 國際挑戰賽 | 女子雙打 | 乔安娜·格里斯威斯基 | 準決賽 |
| 2011年 | 歐洲青年羽毛球錦標賽   | 其他       | 混合團體 | －                  | 冠軍   |
| 2011年 | 歐洲青年羽毛球錦標賽   | 其他       | 女子雙打 | 伊莎贝尔·赫特里克   | 季軍   |
| 2012年 | 法國羽毛球國際賽       | 國際系列賽 | 女子雙打 | 伊莎贝尔·赫特里克   | 準決賽 |
| 2012年 | 斯洛文尼亞羽毛球國際賽 | 國際系列賽 | 女子雙打 | 伊莎贝尔·赫特里克   | 冠軍   |

| 2007-2017年 | 首要超級賽 | 超級賽 | 黃金大獎賽 | 大獎賽 | 國際挑戰賽 | 國際系列賽 | 未來系列賽 | 其他 |